# Kristina Andrejewna Siwkowa
Kristina Andrejewna Siwkowa (russisch Кристина Андреевна Сивко́ва, englische Transkription Kristina Sivkova; * 28. Februar 1997 in Kormilowka) ist eine russische Sprinterin.

## Karriere
Erste Erfahrung bei internationalen Meisterschaften sammelte Kristina Siwkowa bei den Jugendweltmeisterschaften 2013 in Donezk, wo sie im 100-Meter-Lauf den achten Platz belegte. 2014 war sie Teil der russischen Stafette für die Europameisterschaften in Zürich. Ein Jahr später gewann sie die Bronzemedaille über 100 Meter bei den Junioreneuropameisterschaften 2015 im schwedischen Eskilstuna. Aufgrund der internationalen Sperre russischer Leichtathleten im Herbst 2015 konnte sie das gesamte Jahr 2016 an keinen internationalen Wettkämpfen teilnehmen. Im Februar 2017 erhielt sie als eine der ersten russischen Leichtathleten eine Genehmigung zum Start bei Wettkämpfen unter neutraler Flagge. Sie wäre damit für die Teilnahme an den Halleneuropameisterschaften in Belgrad berechtigt gewesen, entschied sich aber gegen eine Teilnahme. Später erfolgte die Teilnahme an den U23-Europameisterschaften in Bydgoszcz, bei denen sie den sechsten Platz über 100 Meter erreichte.
Bisher wurde sie fünfmal russische Meisterin und einmal Hallenmeisterin.

## Persönliche Bestzeiten
- 100 Meter: 11,22 s (+1,0 m/s), 20. Juni 2016 in Tscheboksary
  - 60 Meter (Halle): 7,20 s, 7. Januar 2016 in Jekaterinburg
- 200 Meter: 23,80 s (+0,5 m/s), 11. Juni 2013 in Moskau